# Maria Kuznetsova
Maria Nikolajevna Kuznetsova-Benois (ryska: Мария Николаевна Кузнецова-Бенуа, Kuznetsova-Benua), född 22 juli 1886 i Odessa, Kejsardömet Ryssland död 25 april 1966 i Paris, var en rysk operasångerska (sopran).
Kuznetsova var först dansös vid kejserliga Maria-teatern i Sankt Petersburg och därefter operasångerska vid samma scen samt uppträdde flitigt även i Paris och andra musikstäder. Hon gästade Stockholm spelåret 1918–1919 och sjöng då på Kungliga Teatern Madame Butterfly, Tosca, Thaïs, Julia, Tatjana i "Eugen Onegin", Mimi i "Bohème" och Aida, dessutom på Oscarsteatern Sköna Helena.